# Caunes-Minervois
Caunes-Minervois (okzitanisch Caunas de Menerbés) ist eine französische Gemeinde mit 1.571 Einwohnern (Stand 1. Januar 2022) im Pays Cathare in der Landschaft des Minervois. Der Ort ist durch den in den Steinbrüchen der Umgebung abgebauten roten Marmor weithin bekannt.

## Lage
Caunes-Minervois liegt zu Füßen der Montagne Noire in einer Höhe von ca. 190 m ü. d. M. am Argent-Double, einem linken Nebenfluss der Aude, der allerdings nur nach heftigen oder länger anhaltenden Regenfällen wirkliche Flussgröße erreicht. Der Ort liegt etwa 23 Kilometer (Fahrtstrecke) nordöstlich von Carcassonne bzw. etwa 50 Kilometer nordwestlich von Narbonne.

## Bevölkerungsentwicklung
| Jahr      | 1800 | 1851 | 1901 | 1954 | 1999 | 2017 |
| Einwohner | 1871 | 2287 | 2196 | 1701 | 1476 | 1654 |

Der Bevölkerungsrückgang in der ersten Hälfte des 20. Jahrhunderts ist in der Hauptsache auf den Verlust an Arbeitsplätzen in der Landwirtschaft infolge der Mechanisierung der Landwirtschaft zurückzuführen.

## Wirtschaft

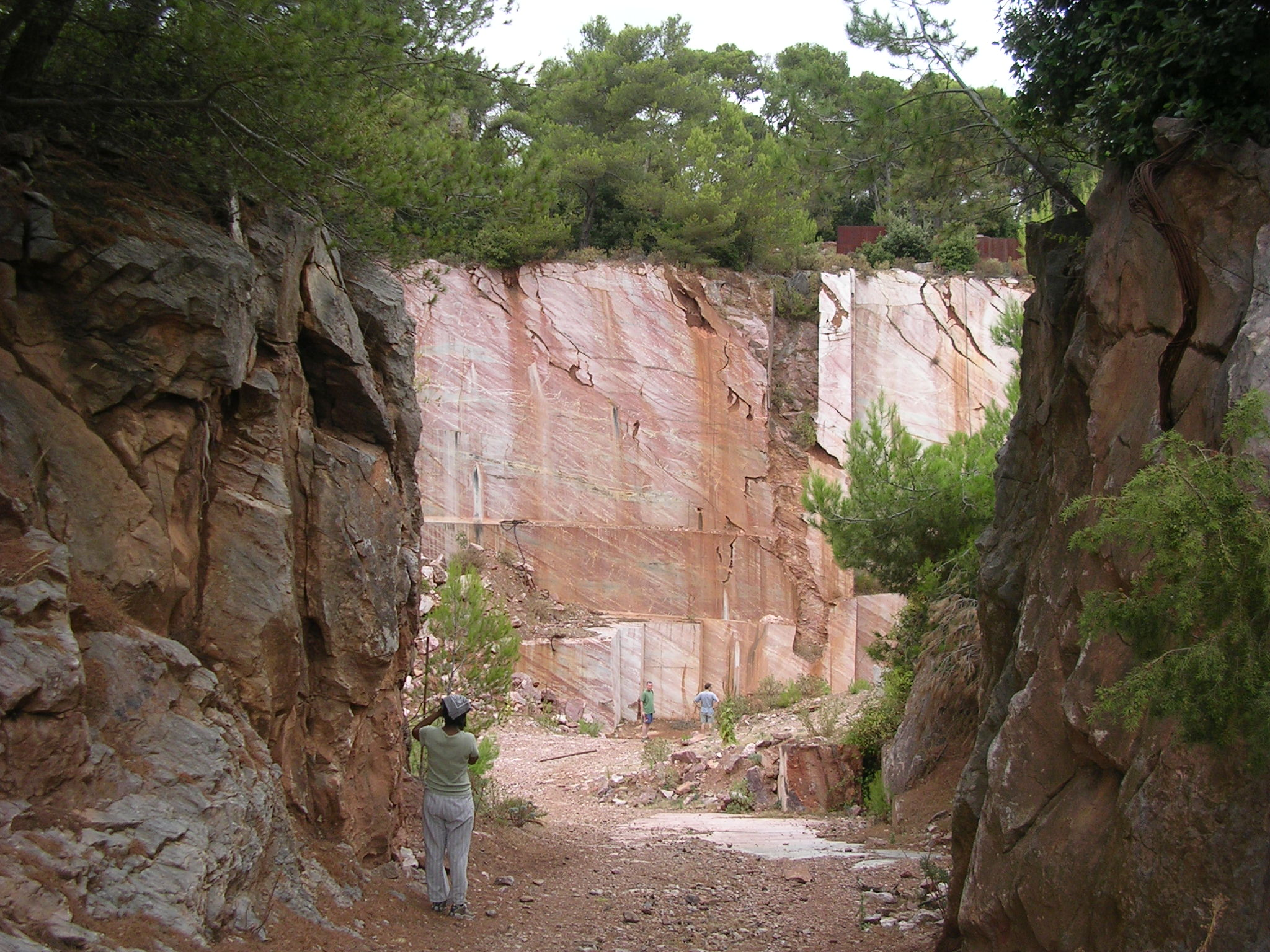
Marmorsteinbruch

Für die Wirtschaft des Ortes spielten jahrhundertelang die Marmorsteinbrüche eine große Rolle; heute wird nur noch wenig Marmor gebrochen, der überwiegend in den Prunkbauten des Nahen Ostens verbaut wird.
Weinbau und Schafzucht sind ebenfalls bereits seit Jahrhunderten charakteristische Erwerbszweige in der Umgebung; die Stadt fungiert als regionales Zentrum für Kleinhandel und Handwerk.

## Geschichte
Der Ort entstand um die im Jahre 780 gegründete karolingische Abtei. Diese stand im 13. Jahrhundert als Bollwerk gegen die Katharer im Blickpunkt päpstlichen Interesses. Im Jahre 1226 wurde Pierre Isarn, ein Albigenser-Bischof, in Anwesenheit von König Ludwig VIII. auf dem Scheiterhaufen in Caunes verbrannt.

## Sehenswürdigkeiten

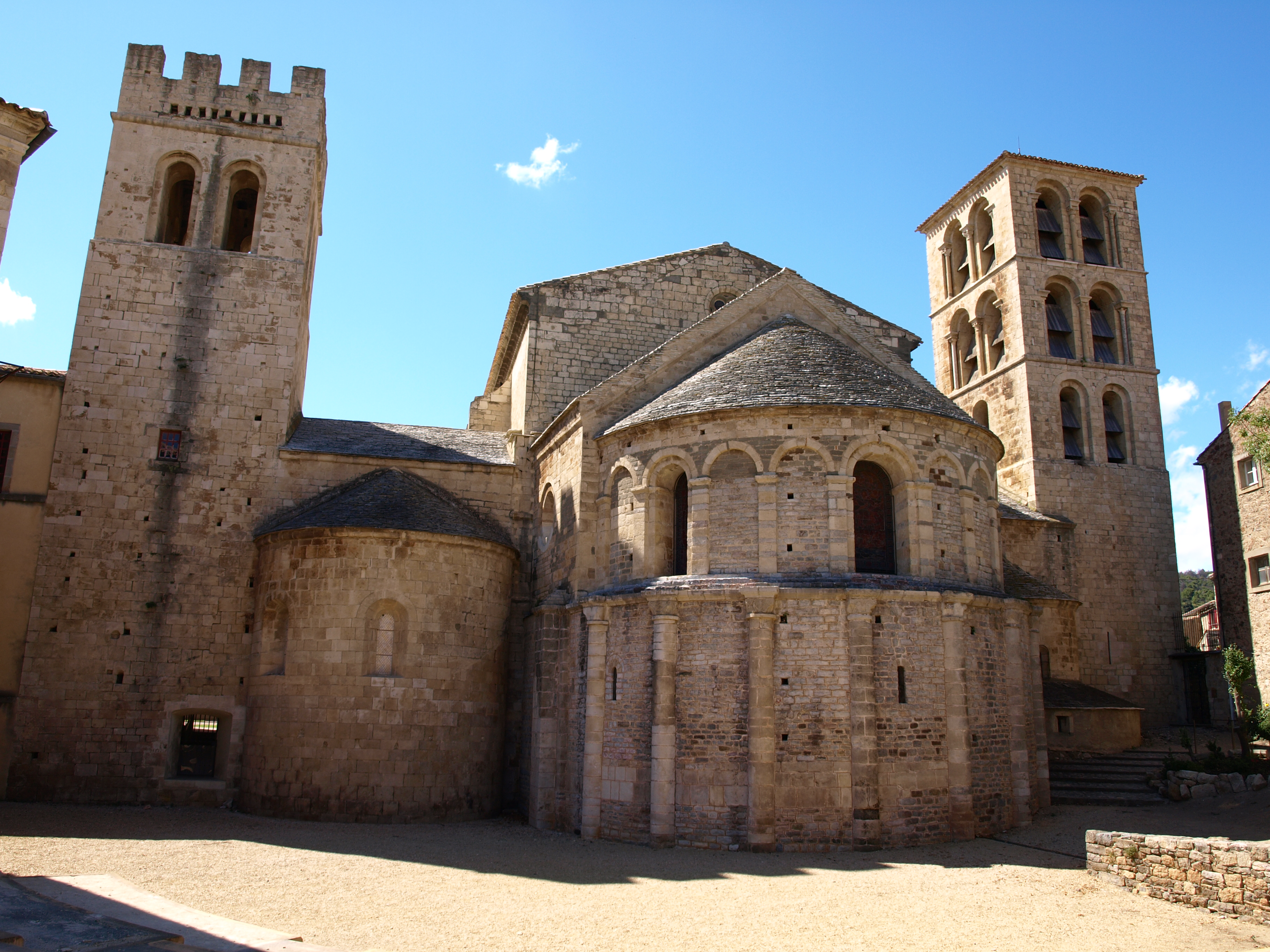
Romanische Abteikirche Saint-Pierre et Saint-Paul

### Sonstige
- Das Ortsbild mit einigen kieselsteingepflasterten Straßen wirkt teilweise noch mittelalterlich.
- Das Hôtel d’Alibert hat einen schönen arkadengesäumten Innenhof mit einem Baldachinbrunnen und stammt aus dem 16. Jahrhundert. Es dient heute als Restaurant, ist aber seit bereits seit 1926 als Monument historique[2] eingetragen.
- Das Hôtel de Sicard wurde im 16./17. Jahrhundert in Formen der Renaissance erbaut; es hat mehrere große Kreuzstockfenster zur Straße. Seit dem Jahr 1948 ist es als Monument historique[3] anerkannt.
- Das Hôtel de Tapié stammt aus dem 17. Jahrhundert und hat ein Eckfenster im Stil der Renaissance. Das Gebäude befindet sich in Privatbesitz, ist aber seit 1948 als Monument historique[4] eingetragen.
- Die mittelalterliche Stadtbefestigung (remparts) wurde während der Hugenottenkriege ebenso geschleift wie die Mauern der Abtei; nur wenig ist noch davon zu sehen.
- Ein schöner Brunnen (grande fontaine) aus dem 1. Viertel des 19. Jahrhunderts steht seit 1948 auf der Liste der Monuments historiques.[5]
- Am südwestlichen Ortsrand steht die Kruzifix-Kapelle (Chapelle du Crucifix) – ein einfacher Bau aus spätgotischer Zeit mit Maßwerkfenstern und Rippengewölbe. Bei der im Innern aufbewahrten Pietà hat sich der Bildhauer das rechte Bein und den rechten Arm des toten Christus gespart, da beide eh vom Betrachter abgewandt sind. Der Bau ist seit dem Jahr 1926 als Monument historique[6] anerkannt.

außerhalb
- Der Dolmen von Roquo-Traoucado liegt östlich des Ortes.
- Der weißgeäderte rote Marmor, der wohl schon in römischer Zeit hier abgebaut wurde, hat Caunes-Minervois berühmt gemacht. Platten, Säulen etc. aus diesem Marmor finden sich sowohl in der Mezquita de Córdoba und in der romanischen Fassade der Prieuré de Marcevol als auch im Grand Trianon von Versailles, in der Opéra Garnier und den Säulen des Arc de Triomphe du Carrousel in Paris. Der berühmteste Steinbruch war der Carrière de Malecasse (oder Carrière du Roi) (43° 20′ 13″ N, 2° 32′ 23″ O), da König Ludwig XIV. ihn für seine diversen Bauvorhaben reservieren ließ; der fotogenste befindet sich bei Buffens etwa 1 km nördlich des Ortes. Drei der Steinbrüche sind seit dem Jahr 2006 als Monuments historiques[7]  eingestuft.
- Eine sogenannte Römerbrücke (pont romain) überquert mit nur einem breitgespannten Segmentbogen den Argent-Double etwa 1 km nördlich von Caunes.